# CINTRA
Pour les articles homonymes, voir Cintra (homonymie).
 (septembre 2024).
Si vous disposez d'ouvrages ou d'articles de référence ou si vous connaissez des sites web de qualité traitant du thème abordé ici, merci de compléter l'article en donnant les références utiles à sa vérifiabilité et en les liant à la section « Notes et références ».
La Corporación Internacional de Transporte Aéreo (CINTRA) est une holding de compagnies aériennes qui comprend les compagnies suivantes : Mexicana de Aviación, Aerocaribe, AeroMexico, SEAT (maintenance), AeroLitoral, Aeromexpress, Centro de Capacitación Alas de América (formation) et SABRE.

## Historique
Le 28 juin 1996 naît la CINTRA.
En 1996, Mexicana entre dans le groupe CINTRA.
CINTRA est actuellement une des plus grandes entreprises du Mexique[réf. souhaitée].